# Furth im Wald
Furth im Wald er en by i Landkreis Cham i Regierungsbezirk Oberpfalz i den østlige del af den tyske delstat Bayern.

## Geografi
Furth ligger ved den tjekkiske grænse ved floderne Bächen Chamb, Kalte Pastritz og Warme Pastritz. Byen ligger mellem Oberpfälzer Wald i nord, og Bayerischen Wald i syd i Cham-Further-Sænkningen, em dyb dal der skiller de to bjergområder. Furth im Wald ligger 16 km nordøst for Cham, og 17 km sydvest for byen Domažlice i Tjekkiet.

### Nabokommuner
På den tyske side af grænsen , i nordvest ligger byen Waldmünchen og kommunen Gleißenberg. I syd ligger Weiding og Arnschwang. I øst grænser kommunen til Eschlkam 

I nord grænser den tjekkiske Okres Domažlice til Furths område.

## Bebyggelser
Furth im Wald beastår af følgende landsbyer og bebyggelser:
- Furth im Wald
- Grabitz
- Herzogau (med bebyggelserne Voithenberg og Voithenberghütte)
- Lixenried
- Ränkam
- Sengenbühl

## Galleri
- Bytårnet
- Udsigt fra torvet mod bytårnet, til højre amtsretten med klokkespil
- Pfarrstraße
- Rådhuset